# 德米特里·热列布琴科
德米特里·阿纳托利耶维奇·热列布琴科（俄語：Дмитрий Анатольевич Жеребченко，1989年6月27日—），俄罗斯男子击剑运动员，2017年世界锦标赛男子花剑个人金牌得主、2018年世界锦标赛男子花剑团体铜牌得主、2019年世界锦标赛男子花剑个人铜牌得主。